# Rothaarbock

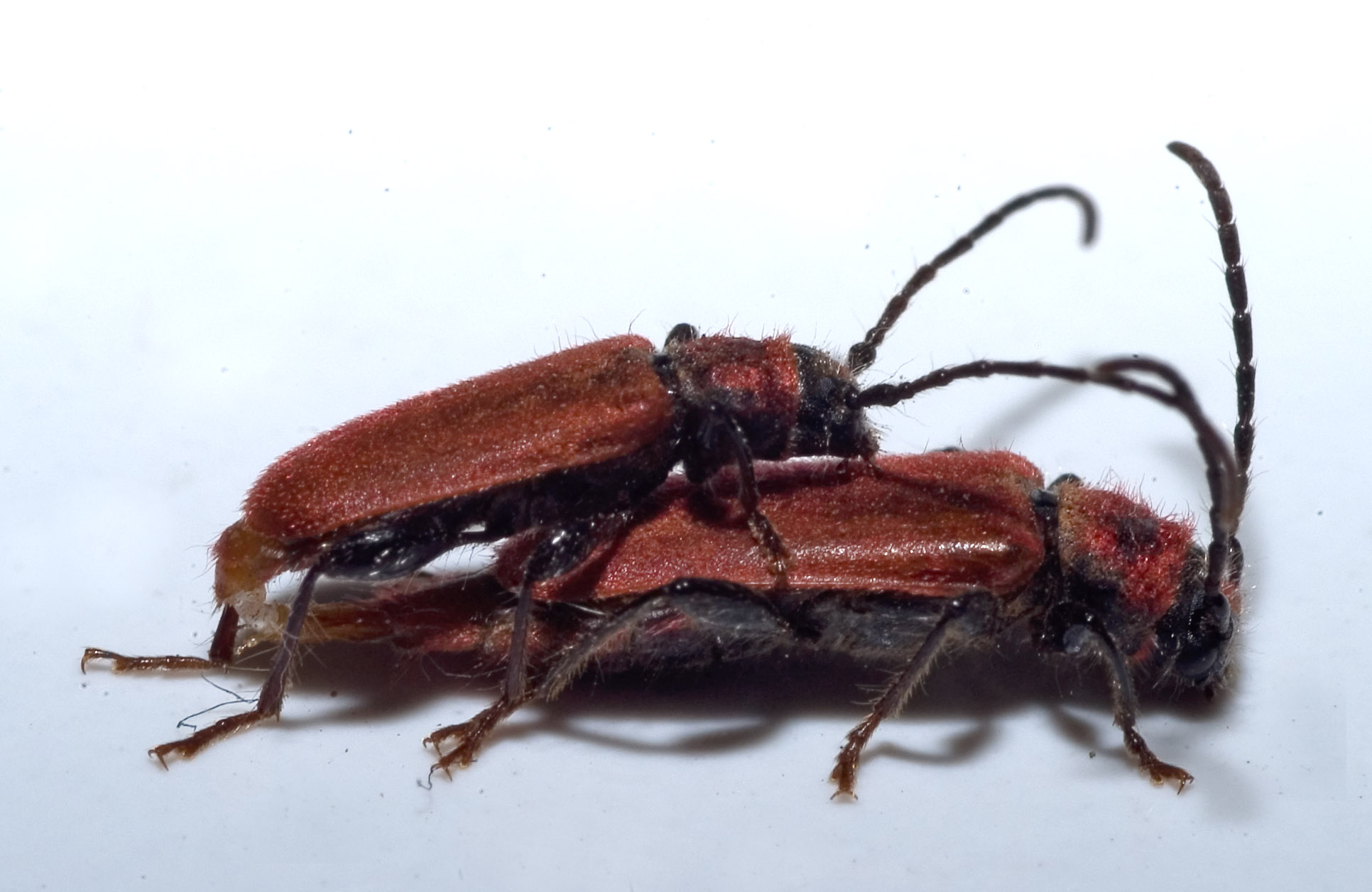
Bei der Paarung

Der Rothaarbock (Pyrrhidium sanguineum) oder Roter Scheibenbock ist ein Käfer aus der Familie der Bockkäfer (Cerambycidae).

## Merkmale
Die Käfer werden 8 bis 12 Millimeter lang. Sie haben einen schwarz bis braunschwarz gefärbten Körper und gelbrote bis gelbbraune Deckflügel. Diese sind auch wie der Halsschild samten rot behaart. Der Halsschild ist querliegend und besitzt an der Seite einen großen dreieckigen Höcker. Die Antennen sind bei den Männchen körperlang, bei den Weibchen reichen sie bis zur Hälfte. Die Weibchen sind aber deutlich größer als die Männchen, deswegen haben sie ungefähr gleich lange Antennen. Die Beine haben breite Schenkel.

## Vorkommen
Sie kommen von April bis Juni in großen Teilen Europas, in Nordafrika, Klein- und Vorderasien in Eichen-, Laubwäldern, Gärten und auch in der Nähe von Holzlagern vor. Die Käfer schlüpfen häufig im Winter aus Kaminholz, wenn es mehrere Tage in warmen Räumen gelagert wird. Für verbautes Holz in Gebäuden stellt dieser Käfer jedoch keine Gefahr dar, da dies zu trocken ist.

## Lebensweise
Die Eier werden in die Risse von trockenen halbstarken Eichenästen oder anderen Laubbäumen (Rotbuchen, Hainbuchen, Ulmen oder Obstbäumen) gelegt. Die Larven entwickeln sich zunächst unter der Rinde, dringen später drei bis sechs Zentimeter tief ins Holz ein, in dem sie sich nach ein bis zwei Jahren verpuppen. Die Imagines leben auf den Bäumen.

## Literatur

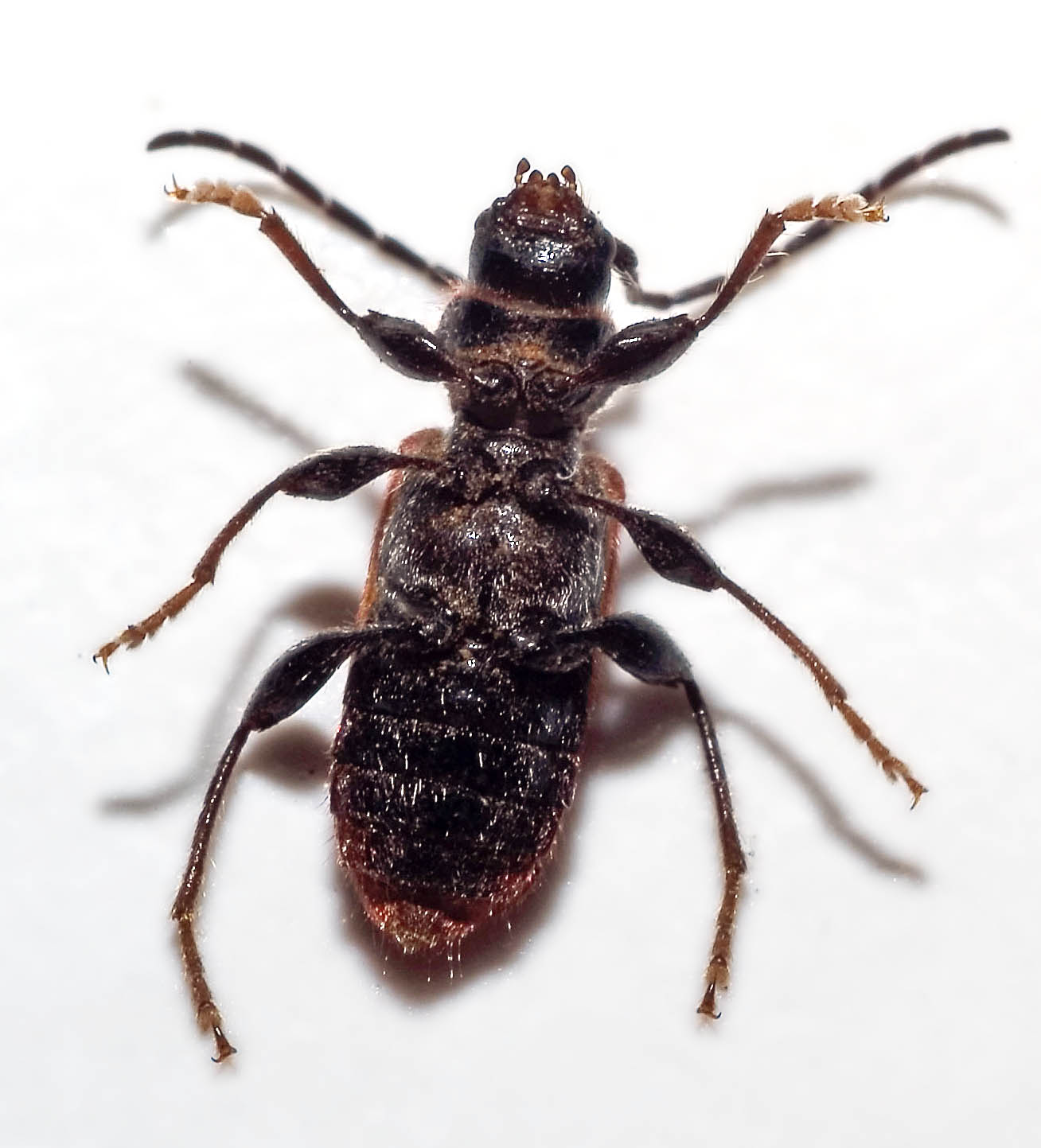
Unterseite